# محمد بن کرام
ابو عبدالله محمد بن کرام سجستانی(عربی: أبو عبد الله محمد بن كَرَّام السجستاني) (زاده ۱۹۰ در زرنگ سیستان - درگذشته ۲۵۵ هـ. ق در رمله) عالم، فقیه، عارف و محدّث قرن سوم و بنیانگذار فرقهٔ کرامیه بود.

## زندگی‌نامه
ابوعبدالله کرام، عالم، فقیه، عارف و محدّث قرن سوم و بنیانگذار فرقهٔ کرامیه. منبع اصلی دربارهٔ ابوعبدالله محمد بن کرام، شرح حال مفصّل وی در تاریخ نیشابور حاکم نیشابوری و احتمالاً تاریخ الکرامیه، نوشتهٔ هیصم بن محمد بن عبدالعزیز (متوفی ۴۶۷)، است که نسخه ای از کتاب اخیر در دست احمد بن محمد، مشهور به فصیحی خوافی (متوفی ۸۴۵)، بوده و اصل هیچ‌یک تا کنون به دست نیامده است. جورقانی نیز دربارهٔ ابن کرام اطلاعات مهمی آورده است. در کتاب‌های تراجم عربی، اطلاعات راجع به محمد بن کرام، به واسطه یا مستقیم، از تاریخ نیشابور گرفته شده است. ذهبی نیز از منابع گوناگون، از جمله تاریخ نیشابور*، اطلاعات ارزشمندی را دربارهٔ او نقل کرده است.
اصل محمد بن کرام از روستای ختک، یکی از روستاهای زرنگ سجستان(سیستان) است و شهرت وی به سجستانی نیز از همین روست.
جورقانی، نام روستای زادگاه او را الحروی ذکر کرده، که احتمالاً تصحیف ختک است.
پدر محمد کرام، از موالی بنو نِزار بود که با همسرش به مکه رفت و در آنجا، در سال ۱۶۸، محمد به دنیا آمد. نام پدر وی را، به اختلاف، کرّام، کِرام و کَرام ذکر کرده‌اند.
ابن کرام در ۲۰ صفر سال ۲۵۵ در بیت المقدّس درگذشت.
به روایت ابن عساکر، در بیت المقدّس، به دلیل عقیدهٔ ابن کرام دربارهٔ ایمان، کتابهای او را سوزاندند و به دستور والی رمله، یانس مونسی، او را به شهر زُغَر راندند. گفته شده است که وی در زغر درگذشت و پیروانش جنازهٔ او را به بیت المقدّس بردند و در آنجا به خاک سپردند. به گفتهٔ حاکم نیشابوری، محمد بن کرام شب هنگام درگذشت و صبح زود، در حالی که معدودی از نزدیکان خاص او خبر داشتند، جنازه اش را به مقابرالانبیاء بردند و در کنار زکریا و یحیی و دیگر پیامبران به خاک سپردند.